# Johannes von Karpf

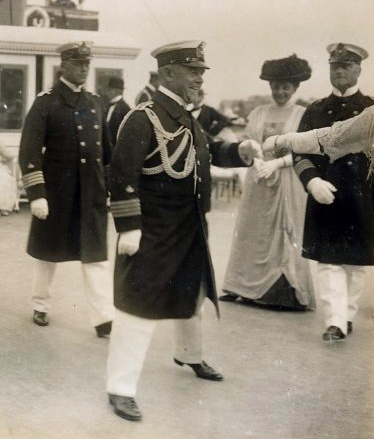
Johannes von Karpf (1914 auf der Hohenzollern)

Johannes August Karl Franz Karpf, seit 1913 von Karpf (* 17. Oktober 1867 in Dömitz; † 16. Dezember 1941 in Hamburg) war ein deutscher Konteradmiral.

## Leben

### Herkunft
Karpf wurde als Sohn des Steuer- und Zollinspektors Johannes Karpf und seiner Frau Louise in Dömitz geboren. Seine väterliche Familie stammte aus Neumünster, wo sein Großvater Martin Karpf als österreichisch-ungarischer k.u.k. Soldat nach der Vermählung mit der einheimischen Sophie Kelch sich nach den Befreiungskriegen niederließ. Er besuchte das Fridericianum Schwerin.

### Militärkarriere
Karpf trat am 15. April 1887 in die Kaiserliche Marine.
Von Oktober 1906 bis September 1907 war er als Korvettenkapitän Kommandant der München. Im September 1908 übernahm er erneut das Kommando über den Kleinen Kreuzer. In dieser Position zum Fregattenkapitän befördert, blieb er bis März 1910.
Im März 1911 wurde er Kommandant der Augsburg, wurde in dieser Position zum Kapitän zur See befördert und gab das Kommando im September 1911 ab. Ab dem 11. Oktober 1911 war er letzter Kommandant des Aviso Hohenzollern. Ende Juli 1914 wurde das Schiff außer Dienst gestellt.
Von August 1914 bis April 1915 war er Kommandant der Roon. Anschließend war er bis Januar 1916 II. Admiral der Aufklärungsstreitkräfte der Ostsee. Ende Juni/Anfang Juli 1915 kommandierte er in dieser Position den Gotland-Raid, wobei hierfür der Große Kreuzer Roon, die Kleinen Kreuzer Augsburg und Lübeck, der Minenkreuzer Albatross und sieben Torpedoboote unter seinem Kommando standen.
Anschließend war er bis September 1916 Kommandant der Moltke. Unter seinem Kommando erfolgte Ende April 1916 die Teilnahme an der Beschießung von Lowestoft und Great Yarmouth. Ende des nächsten Monats nahm das Schiff an der Seeschlacht am Skagerrak teil und war nach dem Ausfall der Lützow Flaggschiff der I. Aufklärungsgruppe unter Vizeadmiral Franz von Hipper. Bis Dezember 1916 war er Inspekteur des Bildungswesens der Marine. Mit der Indienststellung Mitte Mai 1917 übernahm er das Kommando über die Hindenburg und blieb bis Dezember 1917 in dieser Position. Bis Kriegsende war er Führer der IV. Aufklärungsgruppe und war am 18. September 1918 zum Konteradmiral befördert worden. Am 5. November 1919 wurde er aus der Marine verabschiedet.
Am 16. Juni 1913 wurde Karpf anlässlich des 25-jährigen Regierungsjubiläums von Kaiser Wilhelm II. in den erblichen preußischen Adelsstand erhoben.
Er stand auch nach dem Ende des Kaiserreichs weiter in engem Kontakt zur Familie Hohenzollern und begleitete zum Beispiel 1925 das Kronprinzenpaar auf eine Reise nach Teneriffa.

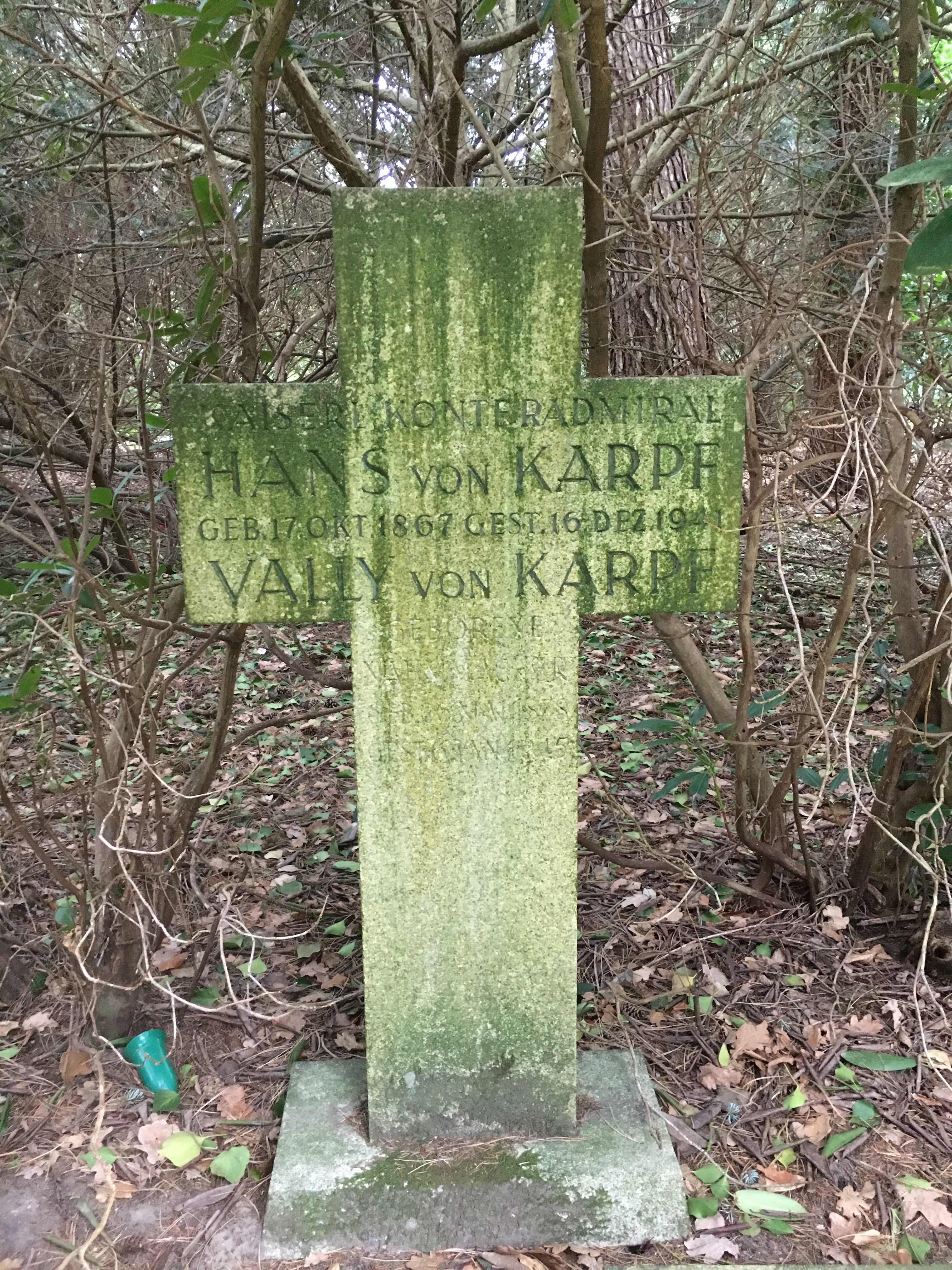
Grabstätte auf dem Friedhof Ohlsdorf

### Mandate
Nach 1918 wohnte er in Hamburg-Rotherbaum und war Aufsichtsratsmitglied mehrerer Hamburger Reedereien, der Oertz-Werft, der Hamburg-Elbe-Schifffahrt, der Albingia-Versicherungsgesellschaft, sowie der Lübecker Hypotheken Bank (1933–1941).

### Öffentliche Ämter
Am 13. Juni 1934 wurde Karpf zum Oberalten im Hamburger Kirchspiel Sankt Petri gewählt und blieb Mitglied des Kollegiums der Oberalten bis zu seinem Tod.

### Familie
Karpf war verheiratet mit Vally Ida Mina Johanna Nahmmacher (1878–1945) aus Neubrandenburg und hatte zwei Töchter. Seine letzte Ruhestätte fand er auf dem Friedhof Ohlsdorf. Sie liegt im Planquadrat Z 11, südwestlich vom Nordteich.

## Auszeichnungen
- Roter Adlerorden III. Klasse mit der Schleife und Krone[8]
- Kronenorden II. Klasse mit Schwertern[8]
- Ritterkreuz des Königlichen Hausordens von Hohenzollern mit Schwertern[8]
- Eisernes Kreuz (1914) II. und I. Klasse[8]
- Preußisches Dienstauszeichnungskreuz[8]
- Ritterkreuz II. Klasse des Ordens vom Zähringer Löwen[8]
- Mecklenburgisches Militärverdienstkreuz I. Klasse[8]
- Ehrenkreuz des Greifenordens[8]
- Ehrenritterkreuz I. Klasse des Oldenburgischen Haus- und Verdienstordens des Herzogs Peter Friedrich Ludwig[8]
- Friedrich-August-Kreuz II. Klasse[8]
- Ritterkreuz II. Klasse des Hausordens vom Weißen Falken[8]
- Komtur II. Klasse des Herzoglich Sachsen-Ernestinischen Hausordens[8]